# Carl Murdfield

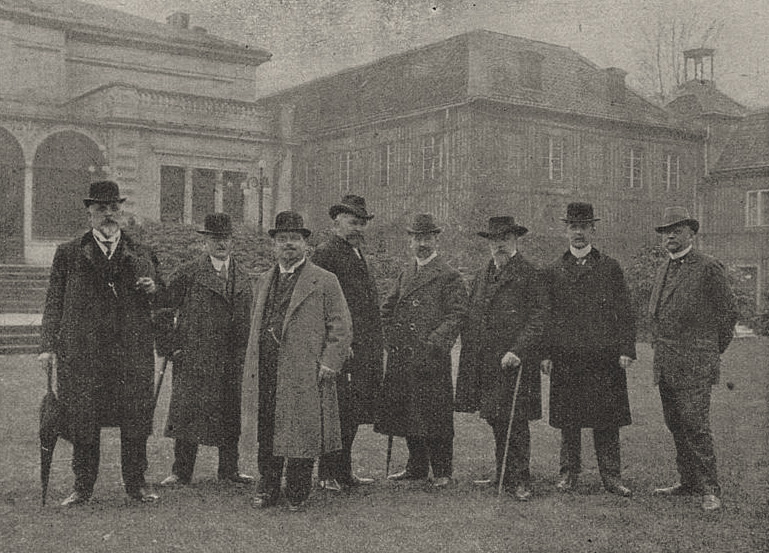
Gruppenführer der Malkasten-Redoute im Jahr 1912, von links nach rechts: Theodor Groll, Hermann Pohle, Arthur Wansleben, Architekt Thilo Schneider, Friedrich Coubillier, Henrik Nordenberg, Carl Murdfield, Fritz von Wille

Carl Ludwig Alfred Franz Murdfield, auch Karl Murdfield (* 9. Juni 1868 in Rheine, Provinz Westfalen; † 8. Mai 1944 in Unterjoch, Bad Hindelang, Bayern), war ein deutscher Porträt- und Interieurmaler der Düsseldorfer Schule, Leiter der Kunsthalle Düsseldorf, Organisator von Kunstausstellungen, Archivar und Vorsitzender des Künstlervereins Malkasten, Autor von lokal- und kunsthistorischen Anekdoten sowie Stadtverordneter in Düsseldorf.

## Leben

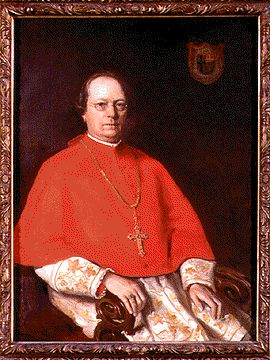
Porträt des Erzbischofs Hubert Theophil Simar, 1901

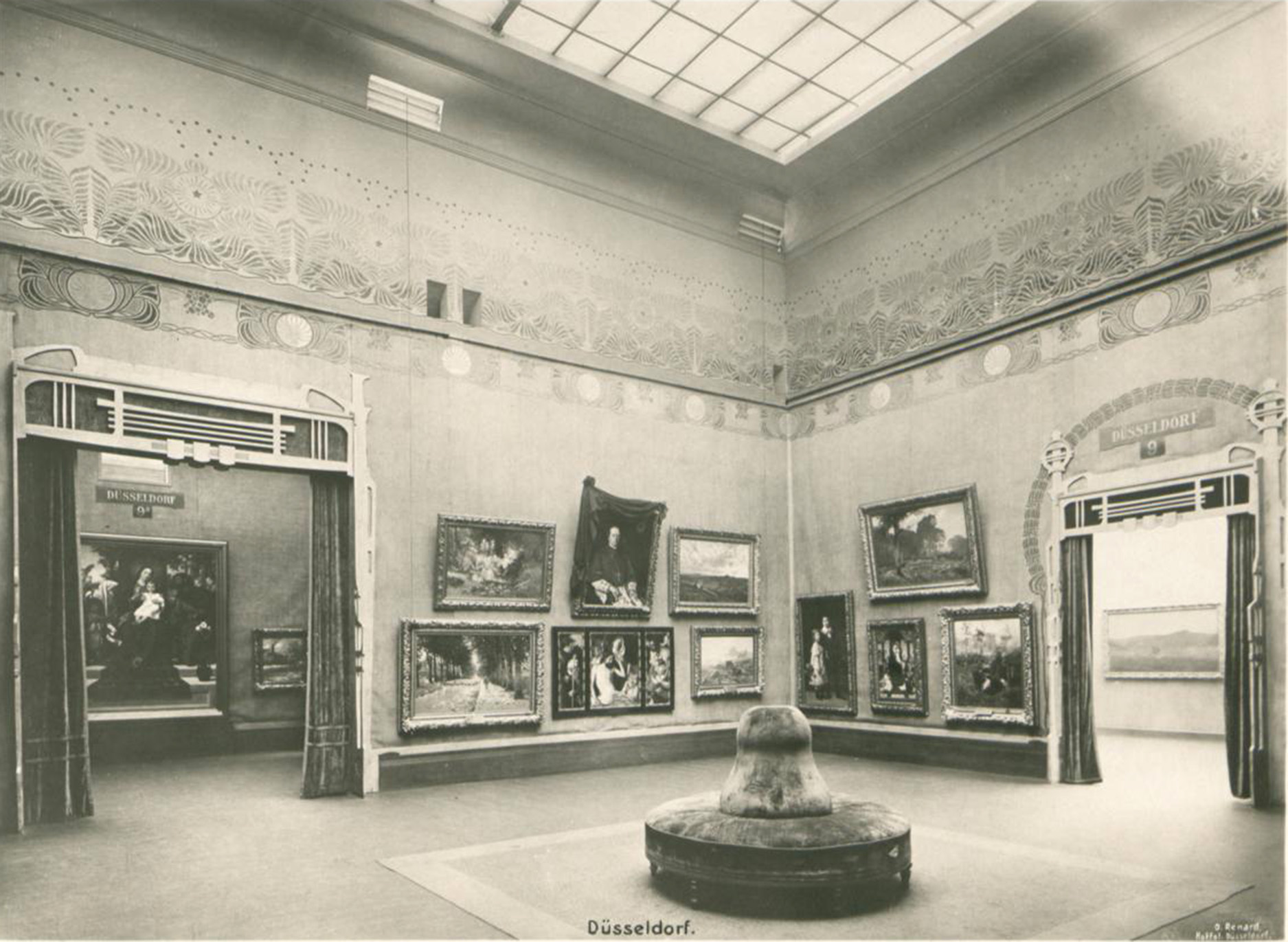
Ausstellung des mit Trauerflor geschmückten Simar-Porträts im Kunstpalast der Industrie- und Gewerbeausstellung Düsseldorf 1902, Foto von Otto Renard

Murdfield, jüngstes von fünf Kindern aus der Ehe des katholischen Kaufmanns Theodor Carl Joseph Murdfield (1823–1904) mit Magdalena „Lena“, geborene Becker (1836–1910), wuchs in Rheine auf und besuchte in den Jahren 1885 bis 1892/1893 die Kunstakademie Düsseldorf. Dort waren Heinrich Lauenstein, Hugo Crola, Peter Janssen der Ältere, Adolf Schill, Julius Roeting und Eduard Gebhardt seine Lehrer. Während dieser Zeit war er Mitglied der Studentenverbindung Tartarus. Nach dem Studium in Düsseldorf ging er auf die Académie Julian in Paris. 

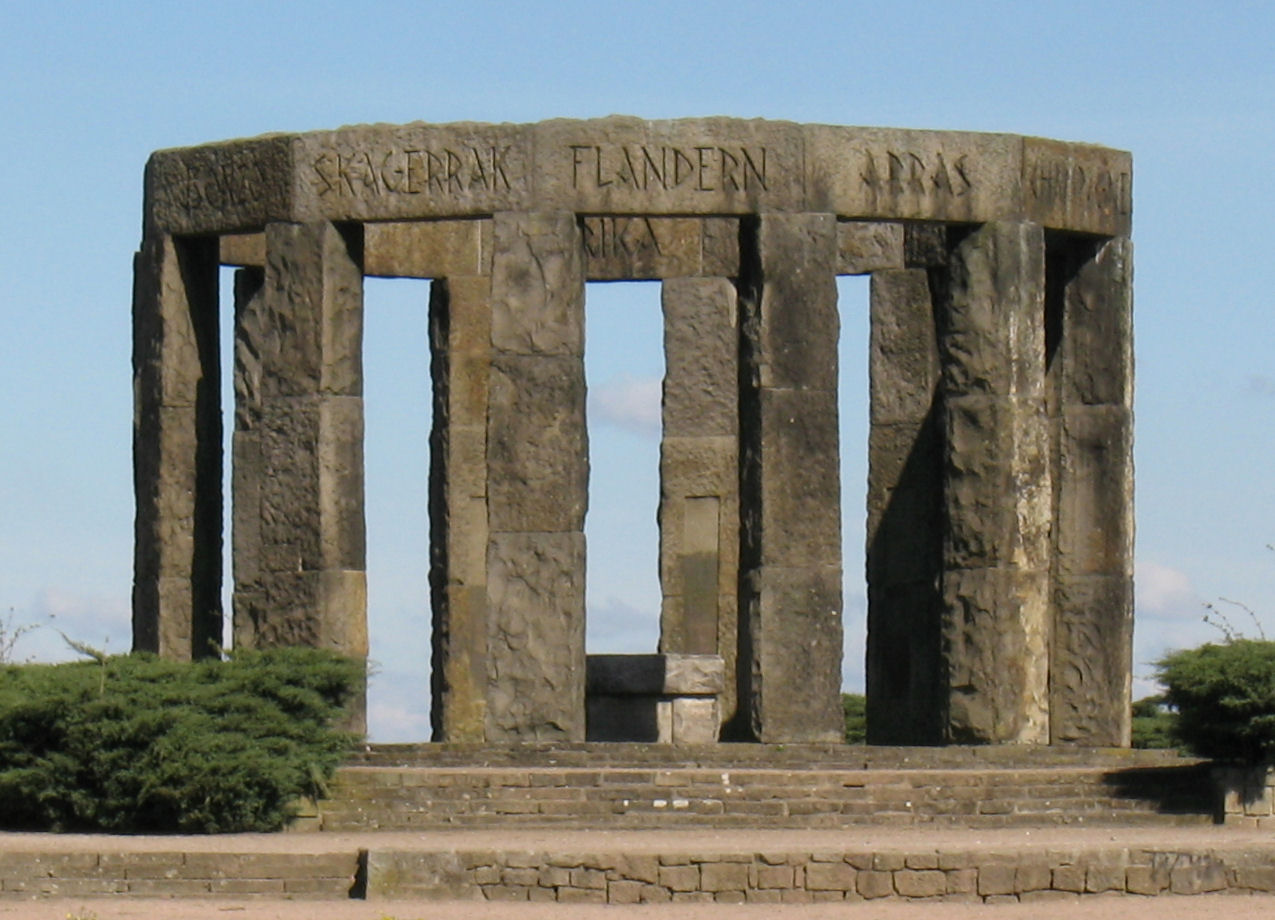
Hünenborg-Ehrenmal in Rheine

1896 ließ er sich in Düsseldorf nieder. Dort wurde er Mitglied, später Archivar und Vorsitzender des Künstlervereins Malkasten, außerdem Mitglied des Vereins zur Veranstaltung von Kunstausstellungen sowie als Nachfolger von Hermann Carl Hempel Leiter der Kunsthalle. In diesen Funktionen organisierte er neben seiner Tätigkeit als Porträtmaler Kunstausstellungen. Ende 1934 ging Murdfield als Geschäftsführer der Kunsthalle in den Ruhestand und wurde durch den Maler Fred Kocks abgelöst. Darüber hinaus betätigte er sich in den Jahren 1919 bis 1924 für die Deutsche Zentrumspartei als Stadtverordneter im Rat der Stadt Düsseldorf. Zu den Persönlichkeiten, die Murdfield mit Porträts beauftragten, gehörten der Erzbischof Hubert Theophil Simar und der Düsseldorfer Oberbürgermeister a. D. Ludwig Hammers.
Am 19. April 1898 heiratete er Bertha Offenberg (1874–1919), die Tochter des Bergrats Ludwig Offenberg (1830–1879), die die Tochter Johanna gebar. Die Malerin Gisela Baur-Nütten (1886–1981), die um 1906 den Maler Albert Baur den Jüngeren heiratete, war in den 1900er Jahren eine Privatschülerin Murdfields.
In den 1920er Jahren entwarf Murdfield das Ehrenmal Hünenborg, das 1926/1927 als Kriegerdenkmal für im Ersten Weltkrieg gefallene Soldaten aus grobbehauenen Blöcken Ibbenbürener und Baumberger Sandsteins auf dem Thieberg in Rheine errichtet wurde. Murdfield starb 1944 nach kurzer Krankheit in Unterjoch (Allgäu), wo er auf dem Bergfriedhof bestattet ist.

## Schriften
- Malkasten-Anekdoten und Künstler-Erinnerungen. Schwann, Düsseldorf 1927.
- Aus der Chronika des „Malkasten“. In: Velhagen & Klasings Monatshefte, 42. Jahrgang (1927/1928), Band 1, S. 617–632 (PDF).
- Der Maler als Schmiedemeister. In: Eifel-Kalender, Jahrgang 1931, S. 129 (Digitalisat, Anekdote über den Genremaler Hubert Salentin).